# Santa Maria Assunta (Valconasso)
Die Kirche Santa Maria Assunta im Ortsteil Valconasso der italienischen Gemeinde Pontenure in der emilianischen Provinz Piacenza ist die kleinere der beiden Kirchen der Pfarrei Valconasso-Paderna und wird daher auch als Oratorio bezeichnet.
Die einschiffige Backsteinkirche wurde Mitte des 15. Jahrhunderts errichtet, als die Gotik in Italien schon ihrem Ende zuging. In den Lisenen der Seitenfassaden hat sie jedoch spitzbogige Blendnischen. Die rundbogigen fünf Blendnischen des Westgiebels zeigen eher Formen der Romanik als der zeitlich beginnenden Renaissance. Auch der Fries an der Giebelkante gehört eher dem Mittelalter als der Renaissance an.
Die Apsis hat ein Fächergewölbe. Die Wände sind mit Fresken aus der Zeit um 1500 geschmückt.
Der Campanile steht nördlich frei neben der Westfassade und wurde erst 1925 errichtet.